# Otevřená kalkulace
Otevřená kalkulace je model operativního leasingu u níž je zákazník průběžně a detailně seznamován se všemi kalkulovanými položkami souvisejícími s provozem a údržbou automobilů. Po ukončení leasingu společnost klientovi dobropisuje vzniklé úspory z tak zvaných rizikových položek, kterými jsou zejména údržba vozu a pneumatiky. Patří sem také rozdíl mezi předem stanovenou zůstatkovou hodnotou a skutečně dosaženou prodejní cenou leasingově ukončeného vozu na trhu ojetých automobilů. Vznikne-li přeplatek, je v plné výši vrácen klientovi. V opačném případě klient nic neplatí, riziko ztráty nese leasingová společnost.